# جی‌هیو
پارک جی-هیو (کره‌ای: 박지효) (به انگلیسی: Park Jihyo) (زاده ۱ فوریهٔ ۱۹۹۷) که با نام جیهیو (به انگلیسی: Jihyo) شناخته می‌شود، یک خوانندهٔ اهل کره جنوبی و عضو گروه موسیقی توایس است. او به‌عنوان لیدر این گروه، زیر نظر جی‌وای‌پی اینترتینمنت مشغول فعالیت است.

## اوایل زندگی
جیهیو در ۱ فوریهٔ ۱۹۹۷، در شهر گوری استان گیونگی کرهٔ جنوبی متولد شد. نام او در هنگام تولد پارک جی-سو بود.

## حرفه

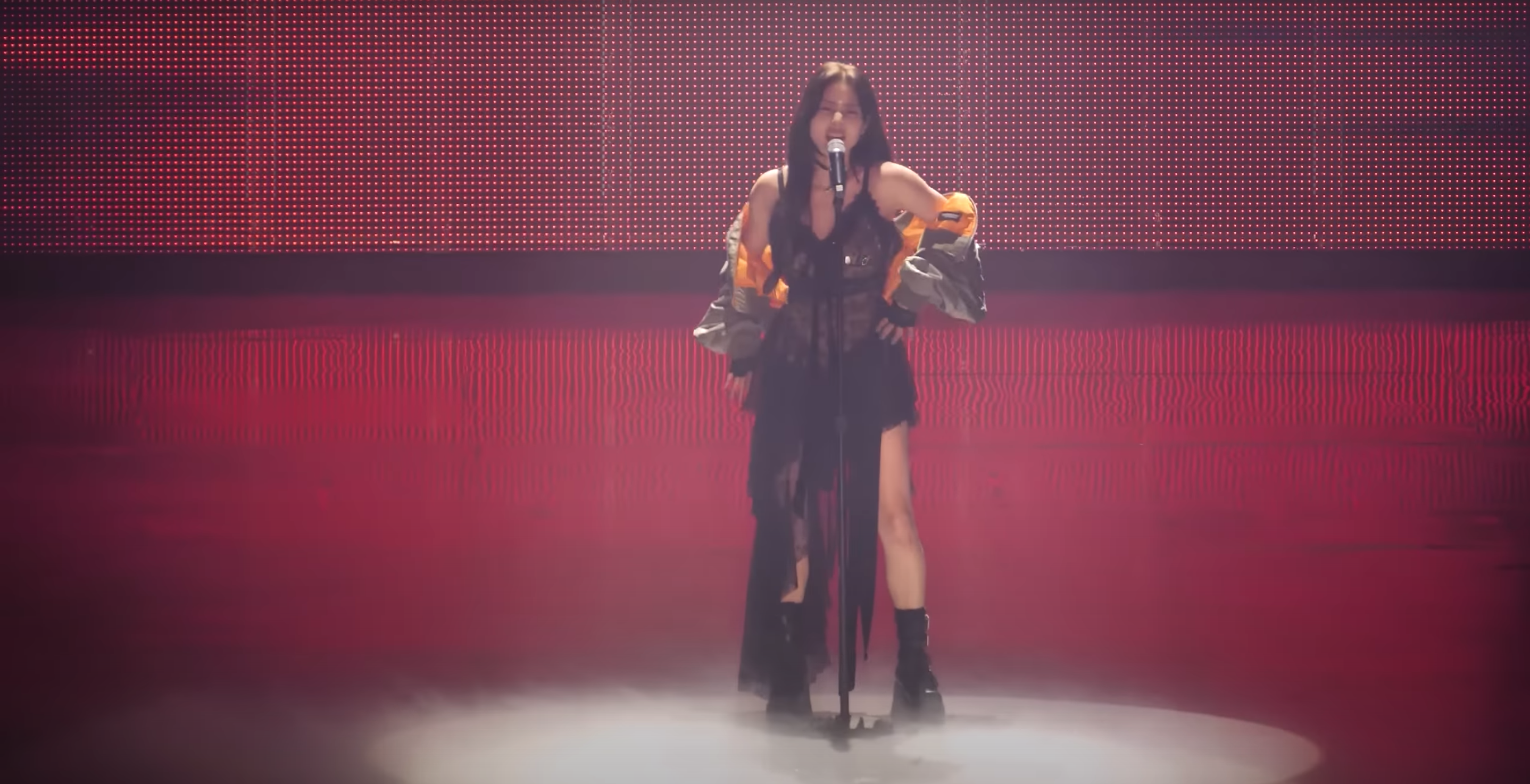
جیهیو در حال اجرای آهنگ منتشر شده اش با نام کابوس(Nightmare) در کنسرت ۲۰۲۳ توایس

### آغاز به کار و فعالیت‌های تک نفره
جی‌وای‌پی اینترتینمنت جیهیو را هنگامی کشف کرد که در مسابقه‌ای از جونیور ناور شرکت کرده و دوم شده‌بود. بعد از این اتفاق، جیهیو در هشت سالگی به جی‌وای‌پی اینترتینمنت پیوست و به‌مدت ده سال کارآموز این کمپانی بود. او دورهٔ کارآموزی خود را با بسیاری از آیدل‌های جی‌وای‌پی گذراند، افرادی چون سونمی و هه‌ریم از واندر گرلز، سوزی، جو کوون و نیکون. ابتدا قرار بود جیهیو به‌همراه نایون، جونگیون و سانا در گروه دخترانه‌ای شروع به کار کند اما این پروژه در نهایت لغو شد و این افراد به برنامهٔ واقع‌نمای شانزده ملحق شدند که جهت انتخاب اعضای توایس طراحی شده‌بود. او پیش از ورود به این رقابت، نام خود را به‌صورت قانونی به جیهیو تغییر داد. جیهیو به‌عنوان یکی از نه برندهٔ این رقابت، به گروه دخترانهٔ جدید توایس پیوست و با رأی اعضای گروه، به‌عنوان لیدر این گروه انتخاب شد.
توایس در ۲۰ اکتبر ۲۰۱۵، به‌دنبال انتشار ئی‌پی داستان آغاز می‌شود، به‌صورت رسمی شروع به کار کرد. موزیک ویدیوی تک‌آهنگ لید این آلبوم، «Like Ooh-Ahh»، اولین موزیک ویدیوی دبیو از یک گروه کی-پاپ بود که به ۱۰۰ میلیون بازدید یوتیوب رسید.
در ماه ژوئن ۲۰۲۳، اعلام شد که جیهیو قرار است اولین آلبوم چندآهنگه خود با نام Zone را در ۱۸ آگوست ۲۰۲۳ با ترک اصلی "Killing Me Good"منتشر کند و به این ترتیب جیهیو به دومین عضو گروه توایس تبدیل میشود که فعالیت تک نفره خود را آغاز میکند.قبل از این خبر جیهیو یکی از آهنگ های منتشر نشده اش که در همین آلبوم قرار دارد با نام کابوس"Nightmare" را در تورجهانی توایس با نام Ready to Be اجرا کرد.

## وجهه عمومی
در سال ۲۰۲۰ توانست رتبه ۷۹ را از کمپانی معروف TC CANDLER که از سال ۱۹۹۰ وظیفه معرفی کردن زنان و مردان زیبای دنیا را برعهده دارد، از آن خود کند.

## زندگی شخصی
در ۱۹ اوت ۲۰۱۹، اخباری مبنی بر قرار گذاشتن جیهیو با عضو سابق گروه وانا وان، کانگ دنیل منتشر و توسط کمپانی‌های این دو تأیید شد. پس از انتشار این خبر، نام جیهیو و کانگ شماره یکِ فهرست ترندهای توییتر کشور فیلیپین شد. در رسانه‌ها از این زوج با عنوان «زوج قدرتمند» جدید کی-پاپ یاد شد.
در نوامبر سال ۲۰۲۰ جی‌وای‌پی اینترتینمنت رسما اعلام کرد که به علت مشغله کاری زیاد، این دو هنرمند از همدیگر جدا شدند.

## ترانه‌شناسی

### ترانه‌سرایی
| سال  | ترانه                              | آلبوم                   | با همکاری        |
| ---- | ---------------------------------- | ----------------------- | ---------------- |
| ۲۰۱۷ | «Eye Eye Eyes»                     | Signal                  | چه‌یونگ           |
| ۲۰۱۷ | «۲۴/۷»                             | Twicetagram             | نایون            |
| ۲۰۱۸ | «!HO»                              | ?What Is Love           | —                |
| ۲۰۱۸ | «Sunset»                           | Yes or Yes              | —                |
| ۲۰۱۹ | «Girls Like Us»                    | Fancy You               | —                |
| ۲۰۱۹ | «Get Loud»                         | Feel Special            | جی‌کیو            |
| ۲۰۱۹ | «۲۱:۲۹»                            | Feel Special            | همهٔ اعضای توایس  |
| ۲۰۲۰ | «Up No More»                       | Eyes Wide Open          | —                |
| ۲۰۲۱ | «First Time»                       | Taste of Love           | جید ثیروال       |
| ۲۰۲۱ | «Real You»                         | Formula of Love: O+T=<3 |                  |
| ۲۰۲۱ | «Cactus»                           | Formula of Love: O+T=<3 |                  |
| ۲۰۲۲ | Celebrate                          | Celebrate               | بقیه اعضای توایس |
| ۲۰۲۲ | Trouble                            | Between 1&2             |                  |
| ۲۰۲۳ | Nightmare                          | Zone                    |                  |
| ۲۰۲۳ | Talkin' About It(با حضور 24kgoldn) | Zone                    |                  |
| ۲۰۲۳ | Closer                             | Zone                    |                  |
| ۲۰۲۳ | Wishing on You                     | Zone                    |                  |
| ۲۰۲۳ | Don't Wanna Go Back(با حضور Heize) | Zone                    |                  |
| ۲۰۲۳ | Room                               | Zone                    |                  |

| سال  | ترانه               | آلبوم            |
| ---- | ------------------- | ---------------- |
| ۲۰۲۱ | Cactus(کاکتوس)      | فرمول عشق:O+T=<3 |
| ۲۰۲۲ | Trouble             | Between 1&2      |
| ۲۰۲۳ | Nightmare           | Zone             |
| ۲۰۲۳ | Room                | Zone             |
| ۲۰۲۳ | Don't Wanna Go Back | Zone             |
| ۲۰۲۳ | Talkin' About It    | Zone             |